# الدوكالي الصيد
الدوكالي الصيد لاعب كرة قدم ليبي، ولد في (30 ديسمبر 1993) يلعب في الاهلي طرابلس.

## مسيرة اللاعب
لعب مع نادي الجيش القطري ونادي الوكرة ونادي الريان عام 2017 و نادي الشحانية ونادي مسيمير والنادي الأهلي ونادي الشمال والاهلي طرابلس

## روابط خارجية
- الدوكالي الصيد على موقع Soccerway.com (الإنجليزية)